# 5BUGS
5BUGS war eine 2001 gegründete Band aus Berlin, Deutschland. Ihren Musikstil kann man in den Bereich des Alternative Rock einordnen, wobei auch weitere Einflüsse wahrnehmbar sind.

## Geschichte
2004 veröffentlichten sie ihr erstes Album To No One Else Except You auf Record of the Year, 2006 das zweite mit dem Titel Tomorrow I’ll Play God auf dem Rocklabel Rockhit Records / Universal. Beide Alben wurden vom Gitarristen Florian Nowak aufgenommen und produziert.
Bis Ende 2007 hatte die Band über 300 Konzerte in Deutschland und Österreich gegeben. Nach weiteren Deutschlandtourneen veröffentlichte sie am 23. Januar 2009 ihr drittes Album mit dem Titel Best Off. Am 9. Januar 2009 erschien daraus die erste Single Wake Me After Midnight. Die Tour zum Best Off-Album führte die Band bei über 65 Konzerten quer durch Deutschland und Österreich und wurde die bisher erfolgreichste Tour der fünf Berliner. Im Oktober 2009 spielte sie ihr Tourabschluss-Konzert, um danach in einer längeren Konzertpause an einem neuen Album zu arbeiten. 2010 veröffentlichte die Band die EP 2010. Sie stand zum freien Download auf der Homepage zur Verfügung. Im Dezember 2010 gab 5Bugs auf ihrer Homepage bekannt, dass der Schlagzeuger Samy El-Munayer die Band verlässt, aber noch im Hintergrund aktiv sein wird.
Das Album Vora City erschien im September 2011. Am 13. Mai 2012 kündigte die Band an, sich nach einer Abschiedstour im Herbst 2012 aufzulösen. Nach dem letzten Konzert am 24. November 2012 im Berliner C-Club erfolgte die Auflösung.
Danach gründeten Stefan Fehling und Daniel Kokavecz gemeinsam mit Tomas Golabski die Band Tüsn, deren Debütalbum Schuld im Februar 2016 veröffentlicht wurde und Platz 74 erreichte.

## Diskografie

### Alben
- To No One Else Except You (2004)
- Tomorrow I’ll Play God (2006)
- Best Off (2009)
- Vora City (2011)

### Singles und EPs
- More Than U Thought (Split-EP mit No One’s Choice, 2003)
- The Air I Breathe (Single, 2007)
- Wake Me After Midnight (Single, 2009)
- In Between (Single, 2009)
- Maybe Tomorrow (Single, 2009)
- 2010 (EP, 2010)

### Demos
- 5BUGS Sucks (2001)
- Credec? (2002)
- One Hit Wonder (2003)